# 제72보병사단
제72보병사단(第七十二步兵師團, ROK Army 72nd Infantry Division, 상징명칭: 올림픽부대)은 대한민국 육군의 동원보병사단으로, 육군동원전력사령부의 예하 부대이며 경기도 양주시에 본부를 두고 있다. 방위병 소집 제도가 존재하던 1995년 이전에는 방위병들로 구성된 사단이었으며, 대다수의 단기사병 및 소수의 기간병으로 구성된 사단이였기 때문에 많은 사람들이 "송방사"로 부르기도 하였다.

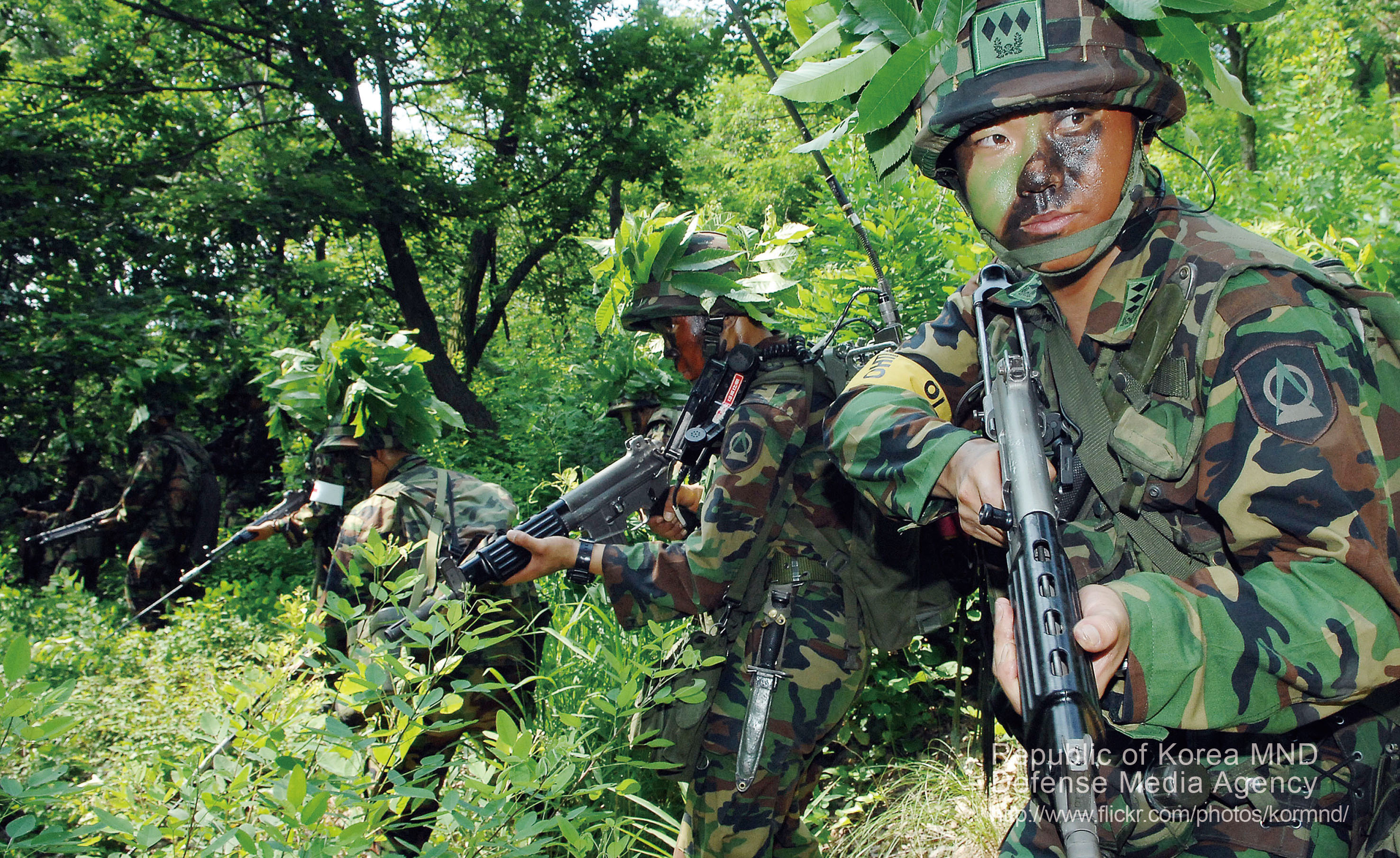
수색작전 중인 제72보병사단 장병들

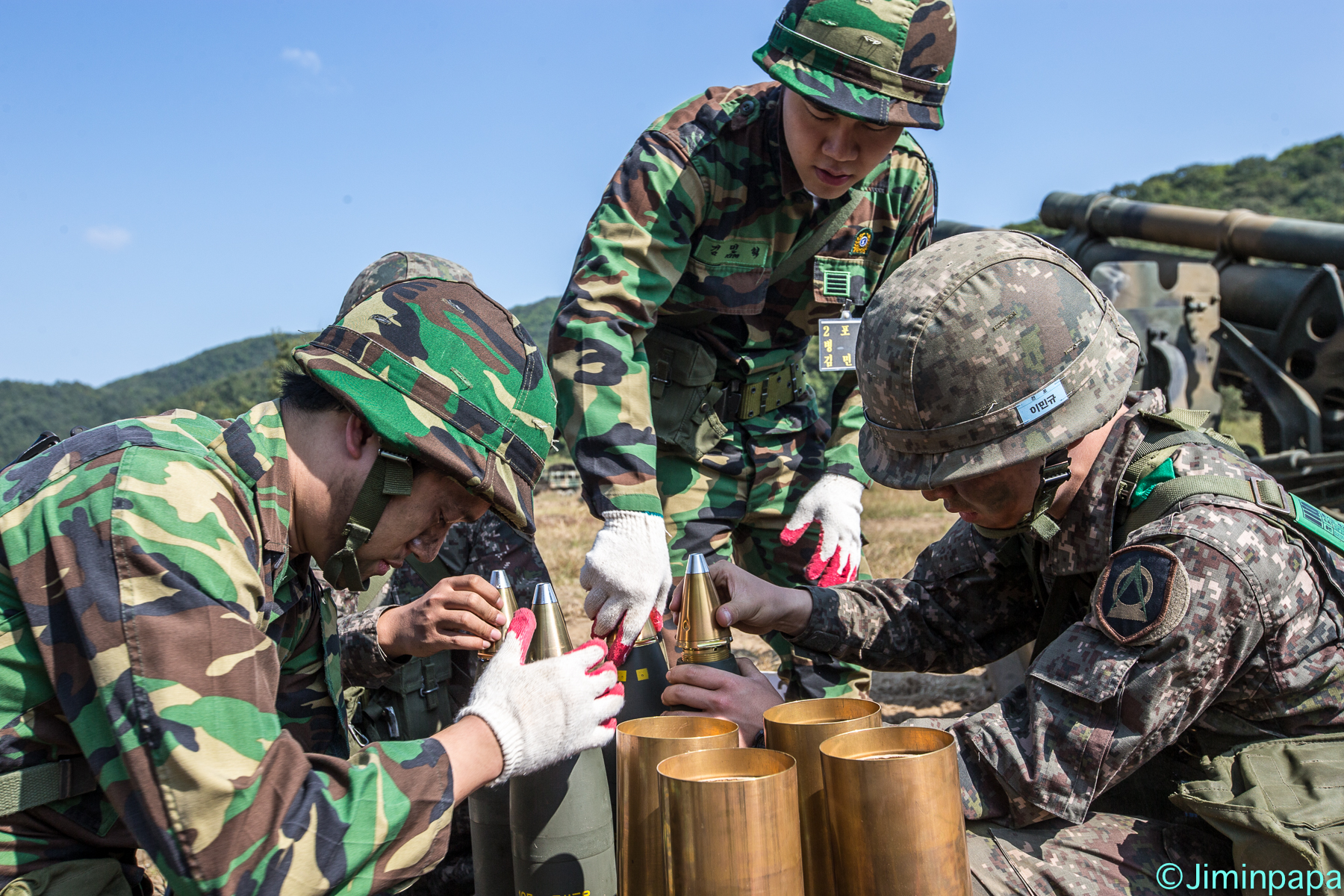
예비군 장병들과 함께 훈련중인 제72보병사단 장병

## 연혁
1981년 동원예비군부대로 창설되었다. 별칭인 "올림픽"은 창설 당시 원래는 72사단이라는 명칭이었으나, 1988년 서울특별시에 열린 1988년 하계 올림픽 및 장애인 올림픽에서 대부분의 매스 게임(숙명여대 무용과 학생들과 같이 진행 하였던 바라춤, 고놀이, 손에손잡고 지원 등)에 참여를 계기로 올림픽 종료후 부대 명칭을 올림픽부대로 바꾼바 있다. 올림픽 연습 기간 중에도 병사들은 일상적인 즉, 30 km 행군 훈련을 비롯하여 100 km 행군을 포함하는 야외 동계훈련, 유격훈련 등 단기사병들 임에도 불구하고 웬만한 정규사단의 훈련보다 훨씬 더 강도가 높은 훈련을 실시하기도 하였다.
2015년 12월 1일, 미래동원사단으로 개편되었다. (전차중대를 전차대대로 개편, 보병연대 예하에 포병대 편성, 정보대대 신편, 정비대대와 보급수송대대를 합하여 군수지원대대로 개편 등)
2018년 4월 6일 육군동원전력사령부가 창설되자 동원전력사령부 예하로 소속이 변경되었다.

## 사단가
화랑의 후예들이 여기 모여서 총칼을 굳게 잡고 전기를 닦아
수도권 수호위해 신명을 바친 우리는 떨쳐나설 무적의 용사
나아가자 진군이다 싸워 이기자 그 이름 길이 빛날 72사단
오봉산 정기받아 일어선 우리 송추천 맑은 물에 기량을 닦아
겨레와 나라수호 신명을 걸고 역경을 헤쳐가는 무적의 용사
나아가자 진군이다 싸워 이기자 그 이름 길이 빛날 72사단

## 편성
- 사단본부
- 제200보병연대 "오봉산"
- 제201보병연대 "독수리"
- 제202보병연대 "맹호"
- 사단 포병연대 "불사조"
  - 제516포병대대
  - 제517포병대대
  - 제518포병대대
  - 제623포병대대
- 사단 직할대
  - 본부근무대
  - 공병대대
  - 군수지원대대
  - 수색대대
  - 전차대대
  - 정보대대
  - 정보통신대대
  - 화생방지원대
  - 의무대
  - 군사경찰대

## 참고
1. ↑  맹수열 (2015년 12월 1일). “육군72사단, 미래동원사단으로 개편”. 국방일보. 2018년 12월 2일에 원본 문서에서 보존된 문서. 2015년 12월 17일에 확인함.

## 같이 보기
- 대한민국 육군의 부대 조직 및 편성 목록